# Saison 2022-2023 des Bulls de Chicago
La saison 2022-2023 des Bulls de Chicago est la 57e saison de la franchise en National Basketball Association (NBA).

## Draft
| Tour | Choix | Joueur      | Poste | Nationalité | Provenance            |
| ---- | ----- | ----------- | ----- | ----------- | --------------------- |
| 1    | 18    | Dalen Terry | G     | États-Unis  | Wildcats de l'Arizona |

## Matchs

### Summer League
| Summer League Total: 4-1 |

| Match | Date match | Équipe       | Score         | Meilleur marqueur    | Meilleur rebondeur   | Meilleur passeur | Lieux Spectateurs      | Série |
| ----- | ---------- | ------------ | ------------- | -------------------- | -------------------- | ---------------- | ---------------------- | ----- |
| 1     | 8 juillet  | Dallas       | V 100-99 (OT) | Marko Simonović (27) | Marko Simonović (13) | Carlik Jones (9) | Thomas & Mack Center 0 | 1 - 0 |
| 2     | 10 juillet | New York     | D 69-101      | Jones, Terry (13)    | Marko Simonović (7)  | Dalen Terry (3)  | Cox Pavilion 0         | 1 - 1 |
| 3     | 12 juillet | Toronto      | V 93-83       | Carlik Jones (17)    | Makur Maker (6)      | Carlik Jones (5) | Thomas & Mack Center 0 | 2 - 1 |
| 4     | 14 juillet | Charlotte    | V 89-73       | Dalen Terry (20)     | Marko Simonović (13) | Carlik Jones (6) | Cox Pavilion 0         | 3 - 1 |
| 5     | 16 juillet | Philadelphie | V 119-104     | Marko Simonović (26) | Marko Simonović (8)  | Carlik Jones (9) | Cox Pavilion 0         | 4 - 1 |

### Pré-saison
| Pré-saison Total: 3-1 (Domicile : 2-1; Extérieur : 1-0) |

| Match | Date match | Équipe              | Score     | Meilleur marqueur     | Meilleur rebondeur    | Meilleur passeur  | Lieux Spectateurs       | Série |
| ----- | ---------- | ------------------- | --------- | --------------------- | --------------------- | ----------------- | ----------------------- | ----- |
| 1     | 4 octobre  | La Nouvelle-Orléans | D 125-129 | DeMar DeRozan (21)    | Nikola Vučević (11)   | Carlik Jones (4)  | United Center 16 322    | 0 - 1 |
| 2     | 7 octobre  | Denver              | V 131-113 | DeMar DeRozan (22)    | Nikola Vučević (7)    | Zach LaVine (6)   | United Center 20 305    | 1 - 1 |
| 3     | 9 octobre  | @ Toronto           | V 115-98  | DeMar DeRozan (21)    | Drummond, Vučević (9) | DeMar DeRozan (8) | Scotiabank Arena 16 559 | 2 - 1 |
| 4     | 11 octobre | Milwaukee           | V 127-104 | Patrick Williams (22) | Nikola Vučević (11)   | Alex Caruso (9)   | United Center 19 356    | 3 - 1 |

### Saison régulière
| Pré-saison Total: 40-42 (Domicile : 22-19; Extérieur : 18-23) |

| Match | Date match | Équipe        | Score     | Meilleur marqueur  | Meilleur rebondeur  | Meilleur passeur  | Lieux Spectateurs        | Série |
| ----- | ---------- | ------------- | --------- | ------------------ | ------------------- | ----------------- | ------------------------ | ----- |
| 1     | 19 octobre | @ Miami       | V 116-108 | DeMar DeRozan (37) | Nikola Vučević (17) | DeMar DeRozan (9) | FTX Arena 19 600         | 1 - 0 |
| 2     | 21 octobre | @ Washington  | D 100-102 | DeMar DeRozan (32) | Andre Drummond (10) | DeMar DeRozan (6) | Capital One Arena 20 476 | 1 - 1 |
| 3     | 22 octobre | Cleveland     | D 96-128  | Zach LaVine (23)   | Andre Drummond (7)  | Zach LaVine (4)   | United Center 21 089     | 1 - 2 |
| 4     | 24 octobre | Boston        | V 120-102 | DeMar DeRozan (25) | Nikola Vučević (23) | Goran Dragić (6)  | United Center 17 673     | 2 - 2 |
| 5     | 26 octobre | Indiana       | V 124-109 | Zach LaVine (28)   | Andre Drummond (13) | Ayo Dosunmu (7)   | United Center 18 306     | 3 - 2 |
| 6     | 28 octobre | @ San Antonio | D 124-129 | DeMar DeRozan (33) | Andre Drummond (14) | Goran Dragić (5)  | AT&T Center 16 562       | 3 - 3 |
| 7     | 29 octobre | Philadelphie  | D 109-114 | DeMar DeRozan (24) | Nikola Vučević (19) | Alex Caruso (6)   | United Center 19 010     | 3 - 4 |

| Match | Date match   | Équipe                | Score          | Meilleur marqueur  | Meilleur rebondeur  | Meilleur passeur    | Lieux Spectateurs              | Série  |
| ----- | ------------ | --------------------- | -------------- | ------------------ | ------------------- | ------------------- | ------------------------------ | ------ |
| 8     | 1er novembre | @ Brooklyn            | V 108-99       | Zach LaVine (29)   | Nikola Vučević (15) | Zach LaVine (5)     | Barclays Center 17 732         | 4 - 4  |
| 9     | 2 novembre   | Charlotte             | V 106-88       | Javonte Green (17) | Nikola Vučević (13) | Zach LaVine (6)     | United Center 17 886           | 5 - 4  |
| 10    | 4 novembre   | @ Boston              | D 119-123      | DeMar DeRozan (46) | Nikola Vučević (12) | DeMar DeRozan (5)   | TD Garden 19 156               | 5 - 5  |
| 11    | 6 novembre   | @ Toronto             | D 104-113      | DeMar DeRozan (20) | Nikola Vučević (12) | Alex Caruso (11)    | Scotiabank Arena 19 800        | 5 - 6  |
| 12    | 7 novembre   | Toronto               | V 111-97       | Zach LaVine (30)   | Nikola Vučević (13) | DeMar DeRozan (7)   | United Center 21 142           | 6 - 6  |
| 13    | 9 novembre   | La Nouvelle-Orléans   | D 111-115      | DeMar DeRozan (33) | Nikola Vučević (7)  | Goran Dragić (6)    | United Center 19 621           | 6 - 7  |
| 14    | 13 novembre  | Denver                | D 103-126      | Zach LaVine (21)   | Andre Drummond (11) | Goran Dragić (6)    | United Center 21 602           | 6 - 8  |
| 15    | 16 novembre  | @ La Nouvelle-Orléans | D 110-124      | DeMar DeRozan (28) | Nikola Vučević (10) | DeRozan, Dragić (7) | Smoothie King Center 14 658    | 6 - 9  |
| 16    | 18 novembre  | Orlando               | D 107-108      | DeMar DeRozan (41) | Nikola Vučević (16) | Nikola Vučević (7)  | United Center 21 031           | 6 - 10 |
| 17    | 21 novembre  | Boston                | V 121-107      | DeMar DeRozan (28) | Nikola Vučević (13) | Nikola Vučević (6)  | United Center 20 786           | 7 - 10 |
| 18    | 23 novembre  | @ Milwaukee           | V 118-113      | DeMar DeRozan (36) | Andre Drummond (8)  | DeMar DeRozan (8)   | Fiserv Forum 17 341            | 8 - 10 |
| 19    | 25 novembre  | @ Oklahoma City       | D 119-123 (OT) | DeMar DeRozan (30) | Nikola Vučević (13) | DeMar DeRozan (6)   | Paycom Center 16 082           | 8 - 11 |
| 20    | 28 novembre  | @ Utah                | V 114-107      | DeMar DeRozan (26) | Andre Drummond (10) | DeMar DeRozan (6)   | Vivint Smart Home Arena 18 206 | 9 - 11 |
| 21    | 30 novembre  | @ Phoenix             | D 113-132      | DeMar DeRozan (29) | Nikola Vučević (8)  | Zach LaVine (7)     | Footprint Center 17 071        | 9 - 12 |

| Match | Date match  | Équipe         | Score          | Meilleur marqueur   | Meilleur rebondeur  | Meilleur passeur     | Lieux Spectateurs            | Série   |
| ----- | ----------- | -------------- | -------------- | ------------------- | ------------------- | -------------------- | ---------------------------- | ------- |
| 22    | 2 décembre  | @ Golden State | D 111-119      | Nikola Vučević (23) | Nikola Vučević (11) | DeMar DeRozan (7)    | Chase Center 18 064          | 9 - 13  |
| 23    | 4 décembre  | @ Sacramento   | D 101-110      | Zach LaVine (41)    | Zach LaVine (8)     | Caruso, DeRozan (4)  | Golden 1 Center 17 611       | 9 - 14  |
| 24    | 7 décembre  | Washington     | V 115-111      | DeMar DeRozan (27)  | Nikola Vučević (11) | Alex Caruso (9)      | United Center 19 265         | 10 - 14 |
| 25    | 10 décembre | Dallas         | V 144-115      | DeMar DeRozan (28)  | DeMar DeRozan (9)   | Coby White (7)       | United Center 19 528         | 11 - 14 |
| 26    | 11 décembre | @ Atlanta      | D 122-123 (OT) | DeMar DeRozan (34)  | DeMar DeRozan (13)  | DeMar DeRozan (8)    | State Farm Arena 17 227      | 11 - 15 |
| 27    | 14 décembre | New York       | D 120-128 (OT) | DeMar DeRozan (32)  | Nikola Vučević (7)  | Trois joueurs (5)    | United Center 18 820         | 11 - 16 |
| 28    | 16 décembre | New York       | D 91-114       | Zach LaVine (17)    | Nikola Vučević (8)  | Trois joueurs (4)    | United Center 19 661         | 11 - 17 |
| 29    | 18 décembre | @ Minnesota    | D 126-150      | DeMar DeRozan (29)  | Nikola Vučević (9)  | DeRozan, LaVine (6)  | Target Center 16 294         | 11 - 18 |
| 30    | 20 décembre | @ Miami        | V 113-103      | Nikola Vučević (29) | Nikola Vučević (12) | Zach LaVine (7)      | FTX Arena 19 969             | 12 - 18 |
| 31    | 21 décembre | @ Atlanta      | V 110-108      | DeMar DeRozan (28)  | Andre Drummond (11) | Trois joueurs (5)    | State Farm Arena 17 226      | 13 - 18 |
| 32    | 23 décembre | @ New York     | V 118-117      | Zach LaVine (33)    | Nikola Vučević (12) | DeMar DeRozan (10)   | Madison Square Garden 19 812 | 14 - 18 |
| 33    | 26 décembre | Houston        | D 118-133      | DeMar DeRozan (31)  | Andre Drummond (9)  | DeMar DeRozan (9)    | United Center 21 561         | 14 - 19 |
| 34    | 28 décembre | Milwaukee      | V 119-113 (OT) | DeMar DeRozan (42)  | Nikola Vučević (14) | DeRozan, Vučević (5) | United Center 21 537         | 15 - 19 |
| 35    | 30 décembre | Détroit        | V 132-118      | Zach LaVine (43)    | Nikola Vučević (9)  | Zach LaVine (6)      | United Center 21 667         | 16 - 19 |
| 36    | 31 décembre | Cleveland      | D 102-103      | DeMar DeRozan (21)  | Nikola Vučević (14) | Caruso, DeRozan (3)  | United Center 21 524         | 16 - 20 |

| Match | Date match | Équipe         | Score          | Meilleur marqueur      | Meilleur rebondeur   | Meilleur passeur    | Lieux Spectateurs                 | Série   |
| ----- | ---------- | -------------- | -------------- | ---------------------- | -------------------- | ------------------- | --------------------------------- | ------- |
| 37    | 2 janvier  | @ Cleveland    | D 134-145 (OT) | DeMar DeRozan (44)     | Nikola Vučević (13)  | Zach LaVine (6)     | Rocket Mortgage FieldHouse 19 432 | 16 - 21 |
| 38    | 4 janvier  | Brooklyn       | V 121-112      | DeRozan, Williams (22) | Nikola Vučević (13)  | Goran Dragić (6)    | United Center 21 418              | 17 - 21 |
| 39    | 6 janvier  | @ Philadelphie | V 126-112      | Zach LaVine (41)       | Nikola Vučević (18)  | Nikola Vučević (10) | Wells Fargo Center 20 766         | 18 - 21 |
| 40    | 7 janvier  | Utah           | V 126-118      | Zach LaVine (36)       | Nikola Vučević (16)  | DeMar DeRozan (7)   | United Center 21 694              | 19 - 21 |
| 41    | 9 janvier  | @ Boston       | D 99-107       | Zach LaVine (27)       | Nikola Vučević (13)  | Zach LaVine (6)     | TD Garden 19 156                  | 19 - 22 |
| 42    | 11 janvier | @ Washington   | D 97-100       | Zach LaVine (38)       | Nikola Vučević (10)  | Nikola Vučević (5)  | Capital One Arena 17 032          | 19 - 23 |
| 43    | 13 janvier | Oklahoma City  | D 110-124      | Zach LaVine (25)       | Nikola Vučević (11)  | Coby White (6)      | United Center 21 342              | 19 - 24 |
| 44    | 15 janvier | Golden State   | V 132-118      | Nikola Vučević (43)    | Nikola Vučević (13)  | Alex Caruso (7)     | United Center 20 139              | 20 - 24 |
| 45    | 19 janvier | @ Détroit      | V 126-108      | Zach LaVine (30)       | Nikola Vučević (15)  | Nikola Vučević (6)  | Little Caesars Arena 15 885       | 21 - 24 |
| 46    | 23 janvier | Atlanta        | V 111-100      | DeMar DeRozan (26)     | Nikola Vučević (17)  | Nikola Vučević (7)  | United Center 20 938              | 22 - 24 |
| 47    | 24 janvier | @ Indiana      | D 110-116      | DeMar DeRozan (33)     | Nikola Vučević (8)   | Nikola Vučević (5)  | Gainbridge Fieldhouse 16 102      | 22 - 25 |
| 48    | 26 janvier | @ Charlotte    | D 96-111       | DeMar DeRozan (28)     | LaVine, Vučević (9)  | DeMar DeRozan (5)   | Spectrum Center 17 697            | 22 - 26 |
| 49    | 28 janvier | @ Orlando      | V 128-109      | DeRozan, LaVine (32)   | Nikola Vučević (13)  | DeMar DeRozan (8)   | Amway Center 18 846               | 23 - 26 |
| 50    | 31 janvier | L.A. Clippers  | D 103-108      | Nikola Vučević (23)    | LaVine, Vučević (14) | Zach LaVine (8)     | United Center 20 068              | 23 - 27 |

| Match                  | Date match | Équipe      | Score     | Meilleur marqueur   | Meilleur rebondeur     | Meilleur passeur     | Lieux Spectateurs                 | Série   |
| ---------------------- | ---------- | ----------- | --------- | ------------------- | ---------------------- | -------------------- | --------------------------------- | ------- |
| 51                     | 2 février  | Charlotte   | V 114-98  | Ayo Dosunmu (22)    | Nikola Vučević (12)    | DeMar DeRozan (7)    | United Center 20 072              | 24 - 27 |
| 52                     | 4 février  | Portland    | V 129-121 | Zach LaVine (36)    | Nikola Vučević (11)    | DeRozan, Dragić (7)  | United Center 20 135              | 25 - 27 |
| 53                     | 6 février  | San Antonio | V 128-104 | Nikola Vučević (22) | Nikola Vučević (12)    | DeMar DeRozan (5)    | United Center 19 291              | 26 - 27 |
| 54                     | 7 février  | @ Memphis   | D 98-104  | Nikola Vučević (28) | Nikola Vučević (17)    | Dosunmu, Vučević (6) | FedExForum 17 012                 | 26 - 28 |
| 55                     | 9 février  | @ Brooklyn  | D 105-116 | Zach LaVine (38)    | Nikola Vučević (17)    | DeMar DeRozan (6)    | Barclays Center 16 938            | 26 - 29 |
| 56                     | 11 février | @ Cleveland | D 89-97   | Zach LaVine (23)    | Nikola Vučević (14)    | Ayo Dosunmu (8)      | Rocket Mortgage FieldHouse 19 432 | 26 - 30 |
| 57                     | 13 février | Orlando     | D 91-100  | Zach LaVine (26)    | Nikola Vučević (13)    | DeMar DeRozan (6)    | United Center 20 767              | 26 - 31 |
| 58                     | 15 février | @ Indiana   | D 113-117 | Zach LaVine (35)    | Zach LaVine (11)       | Zach LaVine (7)      | Gainbridge Fieldhouse 15 599      | 26 - 32 |
| 59                     | 16 février | Milwaukee   | D 100-112 | Nikola Vučević (22) | Nikola Vučević (16)    | Dalen Terry (6)      | United Center 20 308              | 26 - 33 |
| NBA All-Star Game 2023 |            |             |           |                     |                        |                      |                                   |         |
| 60                     | 24 février | Brooklyn    | V 131-87  | Zach LaVine (32)    | Drummond, Vučević (10) | Trois joueurs (4)    | United Center 21 286              | 27 - 33 |
| 61                     | 26 février | Washington  | V 102-82  | DeMar DeRozan (29)  | Nikola Vučević (13)    | DeMar DeRozan (6)    | United Center 21 106              | 28 - 33 |
| 62                     | 28 février | @ Toronto   | D 98-104  | Nikola Vučević (23) | Andre Drummond (10)    | Alex Caruso (6)      | Scotiabank Arena 19 800           | 28 - 34 |

| Match | Date match | Équipe          | Score           | Meilleur marqueur   | Meilleur rebondeur    | Meilleur passeur      | Lieux Spectateurs           | Série   |
| ----- | ---------- | --------------- | --------------- | ------------------- | --------------------- | --------------------- | --------------------------- | ------- |
| 63    | 1er mars   | @ Détroit       | V 117-115       | Zach LaVine (41)    | Patrick Beverley (10) | Patrick Beverley (10) | Little Caesars Arena 18 098 | 29 - 34 |
| 64    | 3 mars     | Phoenix         | D 104-125       | DeMar DeRozan (31)  | Nikola Vučević (9)    | DeMar DeRozan (6)     | United Center 21 169        | 29 - 35 |
| 65    | 5 mars     | Indiana         | D 122-125       | Zach LaVine (42)    | Nikola Vučević (9)    | Nikola Vučević (5)    | United Center 21 225        | 29 - 36 |
| 66    | 8 mars     | @ Denver        | V 117-96        | Zach LaVine (29)    | Nikola Vučević (15)   | DeMar DeRozan (8)     | Ball Arena 19 896           | 30 - 36 |
| 67    | 11 mars    | @ Houston       | V 119-111       | Zach LaVine (36)    | Nikola Vučević (12)   | Nikola Vučević (6)    | Toyota Center 18 055        | 31 - 36 |
| 68    | 15 mars    | Sacramento      | D 114-117       | DeMar DeRozan (33)  | Nikola Vučević (14)   | Zach LaVine (6)       | United Center 21 886        | 31 - 37 |
| 69    | 17 mars    | Minnesota       | V 139-131 (2OT) | DeMar DeRozan (49)  | DeMar DeRozan (14)    | Zach LaVine (5)       | United Center 20 109        | 32 - 37 |
| 70    | 18 mars    | Miami           | V 113-99        | DeMar DeRozan (24)  | Nikola Vučević (10)   | DeMar DeRozan (10)    | United Center 20 094        | 33 - 37 |
| 71    | 20 mars    | @ Philadelphie  | V 109-105 (2OT) | Zach LaVine (26)    | Nikola Vučević (12)   | Zach LaVine (7)       | Wells Fargo Center 21 145   | 34 - 37 |
| 72    | 22 mars    | Philadelphie    | D 91-116        | Coby White (19)     | Andre Drummond (12)   | Dosunmu, LaVine (4)   | United Center 20 946        | 34 - 38 |
| 73    | 24 mars    | @ Portland      | V 124-96        | Zach LaVine (33)    | Nikola Vučević (15)   | Coby White (9)        | Moda Center 19 393          | 35 - 38 |
| 74    | 26 mars    | @ L.A. Lakers   | V 118-108       | Zach LaVine (32)    | Andre Drummond (8)    | DeMar DeRozan (10)    | Crypto.com Arena 18 997     | 36 - 38 |
| 75    | 27 mars    | @ L.A. Clippers | D 112-124       | Zach LaVine (23)    | Drummond, Vučević (8) | DeMar DeRozan (7)     | Crypto.com Arena 19 068     | 36 - 39 |
| 76    | 29 mars    | L.A. Lakers     | D 110-121       | Nikola Vučević (29) | Nikola Vučević (12)   | Coby White (9)        | United Center 21 739        | 36 - 40 |
| 77    | 31 mars    | @ Charlotte     | V 121-91        | DeMar DeRozan (23)  | Andre Drummond (11)   | Coby White (7)        | Spectrum Center 18 768      | 37 - 40 |

| Match | Date match | Équipe      | Score     | Meilleur marqueur   | Meilleur rebondeur  | Meilleur passeur     | Lieux Spectateurs               | Série   |
| ----- | ---------- | ----------- | --------- | ------------------- | ------------------- | -------------------- | ------------------------------- | ------- |
| 78    | 2 avril    | Memphis     | V 128-107 | Zach LaVine (36)    | Nikola Vučević (10) | Zach LaVine (9)      | United Center 20 944            | 38 - 40 |
| 79    | 4 avril    | Atlanta     | D 105-123 | Zach LaVine (26)    | Nikola Vučević (10) | Zach LaVine (6)      | United Center 21 717            | 38 - 41 |
| 80    | 5 avril    | @ Milwaukee | D 92-105  | Nikola Vučević (21) | Nikola Vučević (11) | Beverley, LaVine (7) | Fiserv Forum 17 679             | 38 - 42 |
| 81    | 7 avril    | @ Dallas    | V 115-112 | Coby White (24)     | Nikola Vučević (10) | Coby White (11)      | American Airlines Center 20 313 | 39 - 42 |
| 82    | 9 avril    | Détroit     | V 103-81  | Zach LaVine (17)    | Andre Drummond (10) | DeMar DeRozan (5)    | United Center 21 530            | 40 - 42 |

### Play-in tournament
| Play-in Total: 1-1 (Domicile : 0-0; Extérieur : 1-1) |

| Match | Date match | Équipe    | Score     | Meilleur marqueur | Meilleur rebondeur  | Meilleur passeur | Lieux Spectateurs       | Série |
| ----- | ---------- | --------- | --------- | ----------------- | ------------------- | ---------------- | ----------------------- | ----- |
| 1     | 12 avril   | @ Toronto | V 109-105 | Zach LaVine (39)  | Nikola Vučević (13) | Coby White (5)   | Scotiabank Arena 18 715 | 1 - 0 |

| Match | Date match | Équipe  | Score    | Meilleur marqueur  | Meilleur rebondeur | Meilleur passeur  | Lieux Spectateurs    | Série |
| ----- | ---------- | ------- | -------- | ------------------ | ------------------ | ----------------- | -------------------- | ----- |
| 2     | 14 avril   | @ Miami | D 91-102 | DeMar DeRozan (26) | Nikola Vučević (9) | DeMar DeRozan (9) | Kaseya Center 19 678 | 1 - 1 |

### Confrontations en saison régulière
| Conférence Est      | Conférence Est                              | Conférence Est                              | Conférence Est                              | Conférence Est                              | Conférence Ouest                            | Conférence Ouest                            | Conférence Ouest                            |
| Division Atlantique | Division Atlantique                         | Division Atlantique                         | Division Atlantique                         | Division Atlantique                         | Division Nord-Ouest                         | Division Nord-Ouest                         | Division Nord-Ouest                         |
| Équipe              | Domicile                                    | Domicile                                    | Extérieur                                   | Extérieur                                   | Équipe                                      | Domicile                                    | Extérieur                                   |
| ------------------- | ------------------------------------------- | ------------------------------------------- | ------------------------------------------- | ------------------------------------------- | ------------------------------------------- | ------------------------------------------- | ------------------------------------------- |
| Boston              | 120-102                                     | 121-107                                     | 119-123                                     | 99-107                                      | Denver                                      | 103-126                                     | 117-96                                      |
| Brooklyn            | 121-112                                     | 131-87                                      | 108-99                                      | 105-116                                     | Minnesota                                   | 139-131 (2OT)                               | 126-150                                     |
| New York            | 120-128 (OT)                                | 91-114                                      | 118-117                                     |                                             | Oklahoma City                               | 110-124                                     | 119-123 (OT)                                |
| Philadelphie        | 109-114                                     | 91-116                                      | 126-112                                     | 109-105 (2OT)                               | Portland                                    | 129-121                                     | 124-96                                      |
| Toronto             | 111-97                                      |                                             | 104-113                                     | 98-104                                      | Utah                                        | 126-118                                     | 114-107                                     |
| Division            | 9–9 (Domicile : 5-4; Extérieur : 4-5)       | 9–9 (Domicile : 5-4; Extérieur : 4-5)       | 9–9 (Domicile : 5-4; Extérieur : 4-5)       | 9–9 (Domicile : 5-4; Extérieur : 4-5)       | Division                                    | 6–4 (Domicile : 3-2; Extérieur : 3-2)       | 6–4 (Domicile : 3-2; Extérieur : 3-2)       |
| Division Centrale   | Division Centrale                           | Division Centrale                           | Division Centrale                           | Division Centrale                           | Division Pacifique                          | Division Pacifique                          | Division Pacifique                          |
| Équipe              | Domicile                                    | Domicile                                    | Extérieur                                   | Extérieur                                   | Équipe                                      | Domicile                                    | Extérieur                                   |
|                     |                                             |                                             |                                             |                                             | Golden State                                | 132-118                                     | 111-119                                     |
| Cleveland           | 96-128                                      | 102-103                                     | 134-145 (OT)                                | 89-97                                       | L.A. Clippers                               | 103-108                                     | 112-124                                     |
| Detroit             | 132-118                                     | 103-81                                      | 126-108                                     | 117-115                                     | L.A. Lakers                                 | 110-121                                     | 118-108                                     |
| Indiana             | 124-109                                     | 122-125                                     | 110-116                                     | 113-117                                     | Phoenix                                     | 104-125                                     | 113-132                                     |
| Milwaukee           | 119-113 (OT)                                | 100-112                                     | 118-113                                     | 92-105                                      | Sacramento                                  | 114-117                                     | 101-110                                     |
| Division            | 7–8 (Domicile : 4-4; Extérieur : 3-4)       | 7–8 (Domicile : 4-4; Extérieur : 3-4)       | 7–8 (Domicile : 4-4; Extérieur : 3-4)       | 7–8 (Domicile : 4-4; Extérieur : 3-4)       | Division                                    | 2–8 (Domicile : 1-4; Extérieur : 1-4)       | 2–8 (Domicile : 1-4; Extérieur : 1-4)       |
| Division Sud-Est    | Division Sud-Est                            | Division Sud-Est                            | Division Sud-Est                            | Division Sud-Est                            | Division Sud-Ouest                          | Division Sud-Ouest                          | Division Sud-Ouest                          |
| Équipe              | Domicile                                    | Domicile                                    | Extérieur                                   | Extérieur                                   | Équipe                                      | Domicile                                    | Extérieur                                   |
| Atlanta             | 111-100                                     | 105-123                                     | 122-123 (OT)                                | 110-108                                     | Dallas                                      | 144-115                                     | 115-112                                     |
| Charlotte           | 106-88                                      | 114-98                                      | 96-111                                      | 121-91                                      | Houston                                     | 118-133                                     | 119-111                                     |
| Miami               | 113-99                                      |                                             | 116-108                                     | 113-103                                     | Memphis                                     | 128-107                                     | 98-104                                      |
| Orlando             | 107-108                                     | 91-100                                      | 128-109                                     |                                             | New Orleans                                 | 111-115                                     | 110-124                                     |
| Washington          | 115-111                                     | 102-82                                      | 100-102                                     | 97-100                                      | San Antonio                                 | 128-104                                     | 124-129                                     |
| Division            | 11–7 (Domicile : 6-3; Extérieur : 5-4)      | 11–7 (Domicile : 6-3; Extérieur : 5-4)      | 11–7 (Domicile : 6-3; Extérieur : 5-4)      | 11–7 (Domicile : 6-3; Extérieur : 5-4)      | Division                                    | 5–5 (Domicile : 3-2; Extérieur : 2-3)       | 5–5 (Domicile : 3-2; Extérieur : 2-3)       |
| Conférence          | 27–25 (Domicile : 15–11; Extérieur : 12–14) | 27–25 (Domicile : 15–11; Extérieur : 12–14) | 27–25 (Domicile : 15–11; Extérieur : 12–14) | 27–25 (Domicile : 15–11; Extérieur : 12–14) | Conférence                                  | 13–17 (Domicile : 7–8; Extérieur : 6–9)     | 13–17 (Domicile : 7–8; Extérieur : 6–9)     |
| Total               | 40–42 (Domicile : 22–19; Extérieur : 18–23) | 40–42 (Domicile : 22–19; Extérieur : 18–23) | 40–42 (Domicile : 22–19; Extérieur : 18–23) | 40–42 (Domicile : 22–19; Extérieur : 18–23) | 40–42 (Domicile : 22–19; Extérieur : 18–23) | 40–42 (Domicile : 22–19; Extérieur : 18–23) | 40–42 (Domicile : 22–19; Extérieur : 18–23) |

## Classements
| Conférence Est | Conférence Est             | Conférence Est | Conférence Est | Conférence Est | Conférence Est | Conférence Est | Conférence Est |
| No             | Franchise                  | Vic.           | Déf.           | MJ             | V/D            | GB             |                |
| -------------- | -------------------------- | -------------- | -------------- | -------------- | -------------- | -------------- | -------------- |
| 1              | z - Bucks de Milwaukee     | 58             | 24             | 82             | .707           | -              |                |
| 2              | y - Celtics de Boston      | 57             | 25             | 82             | .695           | 1              |                |
| 3              | x - 76ers de Philadelphie  | 54             | 28             | 82             | .659           | 4              |                |
| 4              | x - Cavaliers de Cleveland | 51             | 31             | 82             | .622           | 7              |                |
| 5              | x - Knicks de New York     | 47             | 35             | 82             | .573           | 11             |                |
| 6              | x - Nets de Brooklyn       | 45             | 37             | 82             | .549           | 13             |                |
|                |                            |                |                |                |                |                |                |
| 7              | x - Heat de Miami          | 44             | 38             | 82             | .537           | 14             |                |
| 8              | y - Hawks d'Atlanta        | 41             | 41             | 82             | .500           | 17             |                |
| 9              | pi - Raptors de Toronto    | 41             | 41             | 82             | .500           | 17             |                |
| 10             | pi - Bulls de Chicago      | 40             | 42             | 82             | .488           | 18             |                |
|                |                            |                |                |                |                |                |                |
| 11             | o - Pacers de l'Indiana    | 35             | 47             | 82             | .427           | 23             |                |
| 12             | o - Wizards de Washington  | 35             | 47             | 82             | .427           | 23             |                |
| 13             | o - Magic d'Orlando        | 34             | 48             | 82             | .415           | 24             |                |
| 14             | o - Hornets de Charlotte   | 27             | 55             | 82             | .329           | 31             |                |
| 15             | o - Pistons de Détroit     | 17             | 65             | 82             | .207           | 41             |                |

| Division Centrale          | V  | D  | MJ | V/D  | GB | Dom   | Ext   | Div  |
| -------------------------- | -- | -- | -- | ---- | -- | ----- | ----- | ---- |
| y - Bucks de Milwaukee     | 58 | 24 | 82 | .707 | –  | 32-9  | 26-15 | 11-5 |
| x - Cavaliers de Cleveland | 51 | 31 | 82 | .622 | 7  | 31-10 | 20-21 | 13-3 |
| pi - Bulls de Chicago      | 40 | 42 | 82 | .488 | 18 | 22-19 | 18-23 | 7-9  |
| o - Pacers de l'Indiana    | 35 | 47 | 82 | .427 | 23 | 20-21 | 15-26 | 7-9  |
| o - Pistons de Détroit     | 17 | 65 | 82 | .207 | 41 | 9-32  | 8-33  | 2-14 |